# Uusküla (Alutaguse)
Koordinaten: 59° 0′ N, 27° 20′ O
Uusküla ist ein Dorf (estnisch küla) in der Landgemeinde Alutaguse (bis 2017 Alajõe). Es liegt im Kreis Ida-Viru (Ost-Wierland) im Nordosten Estlands.
Das Dorf hat 46 Einwohner (Stand 2011). Es liegt direkt am Nordufer des Peipussees (Peipsi järv).